# Форт-12Р
Форт-12Р — самозарядный травматический пистолет, разработанный на основе конструкции боевого пистолета Форт-12, который c 1999 года выпускается КНПО «Форт» МВД Украины (г. Винница).

## Описание
Травматический пистолет «Форт-12Р» полностью (за исключением накладок на рукоятку) сделан из стали, что обеспечивает ему большой запас прочности. По заявлению производителя, пистолет рассчитан на производство 50 тысяч выстрелов.
«Форт-12Р» оснащён самовзводным ударно-спусковым механизмом - куркового типа двойного действия. Конструкция предусматривает затворную задержку, удерживающую затвор после выстрела последнего патрона в крайнем заднем положении. Затвор свободный.
Ствол не имеет сцепления с затвором, запирание канала ствола достигается массой затвора и силой возвратной пружины.
Прицельные приспособления состоят из мушки и целика. Целик с двумя белыми точками (для прицеливания в условиях недостаточной освещённости) изготовлен из пластмассы, но при необходимости может быть заменён на металлический целик от Форт-12.
Магазин коробчатый. Ёмкость магазина составляет 12 патронов 9 мм P.A. или 8 патронов .45 Rubber.
В стандартном исполнении «Форт-12Р» пистолет имеет матово-серое фосфатное покрытие металлических деталей и накладки на рукоять из пластмассы чёрного цвета.
В подарочном варианте исполнения «Форт-12Р-03» пистолет имеет никелированное покрытие металлических деталей и накладки на рукоять из дерева.
В подарочном варианте исполнения «Форт-12Р-04» пистолет имеет чёрное полированное покрытие металлических деталей и накладки на рукоять из дерева.

## Варианты и модификации
- Форт-12Т — травматический пистолет (гражданская модель) под патрон 9 мм Р. А.[1], имеет ствол с выступами на внутренней поверхности, которые не позволяют выстрелить из этих пистолетов неэластичной пулей[2]. "Форт-12Т" был сертифицирован на Украине[3] и в России в качестве гражданского оружия самообороны[4] (в 2008 году пистолеты поступили в российские оружейные магазины[5], но с 1 июля 2011 года импорт пистолетов был запрещён[6]). 27 августа 2014 года Украина запретила экспорт оружия и иных товаров военного и двойного назначения в Россию[7][8], в результате поставки магазинов и запасных частей для ранее приобретённых "Форт-12Т" прекращены[9]
- Форт-12ТМ — травматический пистолет (гражданская модель)
- Форт-12Р — травматический пистолет под патрон 9 мм P.A. (служебная модель)[1][10].
- Форт-12РМ — травматический пистолет под патрон 9 мм P.A. и .45 Rubber. Отличается изменённой формой затвора и улучшенной эргономикой[11]. Впервые показан в 2010 году на выставке «Оружие и безопасность 2010», в 2011 году — поступил в продажу.

## Аксессуары
- на рукоять пистолета может быть установлена анатомическая накладка «Hogue HANDALL Universal Rubber Grip Sleeve» производства компании «Hogue» (США)[12]
- вместо стандартных прицельных приспособлений на кожух-затвор пистолета могут быть установлены мушка и целик производства компании «Mounting Solutions Plus» (США) - со вставкой из акриловых оптоволоконных стержней диаметром 0.06"[13]

## На вооружении
- Украина
  - Государственная таможенная служба Украины[14] - в 2000 году крупная партия пистолетов "Форт-12Р" поступила на вооружение сотрудников таможенной службы[15].
  - Министерство внутренних дел Украины - в 2002 году МВД Украины разрешило приобретение травматических пистолетов "Форт-12Р" сотрудникам милиции для ношения вне службы[16]; они есть на вооружении национальной гвардии Украины[17].
  - Государственная пограничная служба Украины - травматический пистолет "Форт-12Р" принят на вооружение отдельных категорий сотрудников пограничной службы[18] (обеспечивающих охрану зданий и сооружений пограничной службы Украины[19] и др.[20]).
  - Вооружённые силы Украины - в 2003-2005 гг. травматические пистолеты "Форт-12Р" имелись у украинского контингента в Ираке[21], они приняты на вооружение отдельных категорий военнослужащих Военной службы правопорядка[22].
  - кроме того, Форт-12Р и Форт-12РМ разрешены к использованию сотрудникам прокуратуры[23][24], сотрудникам частных охранных структур[25][26] и журналистам[27][28], а с февраля 2015 года - отдельным категориям сотрудников службы государственной охраны заповедников[29].

Кроме того, травматические пистолеты Форт-12Р, Форт-12РМ и Форт-12Т предлагаются на экспорт государственной компанией «Спецтехноэкспорт».